# Catalogo NGC completo - 5000-5999
Tabelle per gli oggetti del Catalogo NGC
Le tabelle sono divise in più sezioni:
- Nº NGC: indica la designazione dell'oggetto nel Catalogo NGC;
- Altre designazioni: è indicato, se esiste, il nome proprio col quale viene identificato l'oggetto presso la comunità astronomica, oltre alle designazioni dello stesso secondo altri cataloghi (sono indicati solo i cataloghi più conosciuti); eventuali annotazioni sono presenti in questa colonna;
- Tipo: indica il tipo dell'oggetto in questione (galassia, ammasso aperto, etc.);
- Costellazione: indica entro i confini di quale costellazione l'oggetto è visibile;
- Ascensione retta (J2000): coordinata di ascensione retta all'equinozio vernale del 2000;
- Declinazione (J2000): coordinata di declinazione all'equinozio vernale del 2000;
- Magnitudine apparente: magnitudine dell'oggetto visto dalla Terra.

## 5000–5099
| Nº NGC | Altre designazioni            | Tipo                       | Costellazione      | Ascensione Retta (J2000) | Declinazione (J2000) | Mag. app. |
| ------ | ----------------------------- | -------------------------- | ------------------ | ------------------------ | -------------------- | --------- |
| 5000   |                               | Galassia spirale barrata   | Chioma di Berenice | 13h 09m 47.6s            | +28° 54′ 23″         | 13.0      |
| 5001   |                               | Galassia spirale           | Orsa Maggiore      | 13h 09m 33.5s            | +53° 29′ 38″         | 14.6      |
| 5002   |                               | Galassia irregolare        | Cani da caccia     | 13h 10m 38.3s            | +36° 38′ 03″         | 14.7      |
| 5003   |                               | Galassia spirale           | Cani da caccia     | 13h 08m 37.9s            | +43° 44′ 15″         | 15.3      |
| 5004   |                               | Galassia lenticolare       | Chioma di Berenice | 13h 11m 01.7s            | +29° 38′ 11″         | 14.3      |
| 5005   |                               | Galassia spirale           | Cani da caccia     | 13h 10m 56.3s            | +37° 03′ 30″         | 10.6      |
| 5006   |                               | Galassia lenticolare       | Vergine            | 13h 11m 46s              | -19° 15′ 41″         | 12.4      |
| 5007   |                               | Galassia ellittica         | Orsa Maggiore      | 13h 9m 4s                | 62° 10′ 31″          | 13.3      |
| 5008   |                               | Galassia spirale barrata   | Boote              | 14h 10m 57s              | 25° 29′ 47″          | 13.4      |
| 5009   |                               | Galassia spirale barrata   | Cani da caccia     | 13h 10m 47s              | 50° 5′ 35″           | 14.5      |
| 5010   |                               | Galassia lenticolare       | Vergine            | 13h 12m 26.4s            | -15° 47′ 52″         | 14.4      |
| 5018   |                               | Galassia ellittica         | Vergine            | 13h 13m 01.0s            | -19° 31′ 5.5″        | 10.4      |
| 5020   |                               | Galassia a spirale barrata | Vergine            | 13h 12m 39.8s            | +12° 35′ 59″         | 10.8      |
| 5022   |                               | Galassia a spirale         | Vergine            | 13h 13m 30.8s            | -19° 32′ 47.9″       | 10.9      |
| 5023   |                               | Galassia spirale           | Cani da caccia     | 13h 12m 11.8s            | +44° 02′ 17″         | 12.8      |
| 5024   | Messier 53                    | Ammasso globulare          | Chioma di Berenice | 13h 12m 55.3s            | +18° 10′ 09″         | 9.0       |
| 5033   |                               | Galassia spirale           | Cani da caccia     | 13h 13m 27.6s            | +36° 35′ 37″         | 10.9      |
| 5055   | Galassia Girasole; Messier 63 | Galassia spirale           | Cani da caccia     | 13h 15m 49.3s            | +42° 01′ 47″         | 9.7       |
| 5068   |                               | Galassia spirale           | Vergine            | 13h 18m 55.2s            | -21° 02′ 21″         | 10.5      |
| 5078   |                               | Galassia spirale           | Idra               | 13h 19m 50.2s            | -27° 24′ 35″         | 11.5      |
| 5087   |                               | Galassia ellittica         | Vergine            | 13h 20m 25.2s            | -20° 36′ 37″         | 13.0      |
| 5090   |                               | Galassia ellittica         | Centauro           | 13h 21m 12.8s            | -43° 42′ 16″         | 12.6      |
| 5091   |                               | Galassia spirale           | Centauro           | 13h 21m 18.5s            | -43° 43′ 19″         | 14.5      |

## 5100–5199
| Nº NGC | Altre designazioni                           | Tipo                 | Costellazione  | Ascensione Retta (J2000) | Declinazione (J2000) | Mag. app. |
| ------ | -------------------------------------------- | -------------------- | -------------- | ------------------------ | -------------------- | --------- |
| 5100   |                                              | Galassie interagenti | Vergine        | 13h 21m 00.6s            | +08° 58′ 40″         | 15.1      |
| 5101   |                                              | Galassia spirale     | Idra           | 13h 21m 46.6s            | -27° 25′ 53″         | 11.5      |
| 5102   |                                              | Galassia lenticolare | Centauro       | 13h 21m 57.8s            | -36° 37′ 47″         | 10.4      |
| 5112   |                                              | Galassia spirale     | Cani da caccia | 13h 21m 56.7s            | +38° 44′ 07″         | 12.5      |
| 5128   | Centaurus A                                  | Galassia lenticolare | Centauro       | 13h 25m 27.6s            | -43° 01′ 09″         | 8.0       |
| 5139   | Omega Centauri                               | Ammasso globulare    | Centauro       | 13h 26m 45.9s            | -47° 28′ 37″         | 6.1       |
| 5161   |                                              | Galassia spirale     | Centauro       | 13h 29m 14.0s            | -33° 10′ 30″         | 12.0      |
| 5164   |                                              | Galassia spirale     | Orsa Maggiore  | 13h 27m 12.1s            | +55° 29′ 13″         | 14.6      |
| 5170   |                                              | Galassia spirale     | Vergine        | 13h 29m 48.9s            | -17° 57′ 59″         | 11.9      |
| 5189   | Nebulosa Planetaria Spirale; IC 4274; Gum 47 | Nebulosa planetaria  | Mosca          | 13h 33m 33.0s            | -65° 58′ 27″         | 14.1      |
| 5194   | Galassia Vortice; Messier 51a                | Galassia spirale     | Cani da caccia | 13h 29m 52.4s            | +47° 11′ 41″         | 8.8       |
| 5195   | Messier 51b                                  | Galassie interagenti | Cani da caccia | 13h 29m 59.2s            | +47° 16′ 05″         | 10.6      |

## 5200–5299
| Nº NGC | Altre designazioni                     | Tipo                 | Costellazione  | Ascensione Retta (J2000) | Declinazione (J2000) | Mag. app. |
| ------ | -------------------------------------- | -------------------- | -------------- | ------------------------ | -------------------- | --------- |
| 5229   |                                        | Galassia spirale     | Cani da caccia | 13h 34m 02.9s            | +44° 02′ 17″         | 14.3      |
| 5236   | Galassia Girandola del Sud; Messier 83 | Galassia spirale     | Idra           | 13h 37m 00.8s            | -29° 51′ 59″         | 8.5       |
| 5247   |                                        | Galassia spirale     | Vergine        | 13h 38m 02.6s            | -17° 53′ 01″         | 11.0      |
| 5253   |                                        | Galassia irregolare  | Centauro       | 13h 39m 55.9s            | -31° 38′ 24″         | 11.0      |
| 5272   | Messier 3                              | Ammasso globulare    | Cani da caccia | 13h 42m 11.2s            | +28° 22′ 32″         | 6.2       |
| 5291   |                                        | Galassie interagenti | Centauro       | 13h 47m 24.4s            | -30° 24′ 28″         | 14.2      |

## 5300–5399
| Nº NGC | Altre designazioni | Tipo                | Costellazione  | Ascensione Retta (J2000) | Declinazione (J2000) | Mag. app. |
| ------ | ------------------ | ------------------- | -------------- | ------------------------ | -------------------- | --------- |
| 5300   |                    | Galassia spirale    | Vergine        | 13h 48m 16.1s            | +03° 57′ 02″         | 13.7      |
| 5307   |                    | Nebulosa planetaria | Centauro       | 13h 51m 03.3s            | -51° 12′ 21″         | 11.5      |
| 5315   |                    | Nebulosa planetaria | Compasso       | 13h 53m 57.0s            | -66° 30′ 51″         | 14.6      |
| 5334   |                    | Galassia spirale    | Vergine        | 13h 52m 54.5s            | -01° 06′ 52″         | 13.7      |
| 5364   |                    | Galassia spirale    | Vergine        | 13h 56m 12.1s            | +05° 00′ 53″         | 13.2      |
| 5371   |                    | Galassia spirale    | Cani da caccia | 13h 55m 40.0s            | +40° 27′ 43″         | 11.5      |
| 5398   |                    | Galassia irregolare | Centauro       | 14h 01m 21.0s            | -33° 03′ 42″         | 12.7      |

## 5400–5499
| Nº NGC | Altre designazioni                              | Tipo                | Costellazione | Ascensione Retta (J2000) | Declinazione (J2000) | Mag. app. |
| ------ | ----------------------------------------------- | ------------------- | ------------- | ------------------------ | -------------------- | --------- |
| 5408   |                                                 | Galassia irregolare | Centauro      | 14h 03m 21.0s            | -41° 22′ 44″         | 14.0      |
| 5457   | Galassia Girandola; Messier 101; (Messier 102?) | Galassia spirale    | Orsa Maggiore | 14h 03m 12.5s            | +54° 20′ 53″         | 8.7       |
| 5466   |                                                 | Ammasso globulare   | Boote         | 14h 05m 27.4s            | +28° 32′ 04″         | 10.5      |
| 5474   |                                                 | Galassia spirale    | Orsa Maggiore | 14h 05m 01.5s            | +53° 39′ 45″         | 11.9      |
| 5477   |                                                 | Galassia irregolare | Orsa Maggiore | 14h 05m 33.1s            | +54° 27′ 40″         | 14.5      |

## 5500–5599
| Nº NGC | Altre designazioni | Tipo             | Costellazione | Ascensione Retta (J2000) | Declinazione (J2000) | Mag. app. |
| ------ | ------------------ | ---------------- | ------------- | ------------------------ | -------------------- | --------- |
| 5548   |                    | Galassia spirale | Boote         | 14h 17m 59.7s            | +25° 08′ 13″         | 13.1      |

## 5600–5699
| Nº NGC | Altre designazioni | Tipo             | Costellazione | Ascensione Retta (J2000) | Declinazione (J2000) | Mag. app. |
| ------ | ------------------ | ---------------- | ------------- | ------------------------ | -------------------- | --------- |
| 5653   |                    | Galassia spirale | Boote         | 14h 30m 10.6s            | +31° 12′ 54″         | 12.7      |

## 5700–5799
| Nº NGC | Altre designazioni | Tipo             | Costellazione | Ascensione Retta (J2000) | Declinazione (J2000) | Mag. app. |
| ------ | ------------------ | ---------------- | ------------- | ------------------------ | -------------------- | --------- |
| 5705   |                    | Galassia spirale | Vergine       | 14h 39m 49.6s            | -00° 43′ 08″         | 14.5      |
| 5713   |                    | Galassia spirale | Vergine       | 14h 40m 11.5s            | -00° 17′ 25″         | 11.7      |
| 5749   |                    | Ammasso aperto   | Lupo          | 14h 49m :                | -54° 30′ :           | 8.8       |
| 5750   |                    | Galassia spirale | Vergine       | 14h 46m 11.3s            | -00° 13′ 23″         | 13.1      |
| 5777   |                    | Galassia spirale | Dragone       | 14h 51m 18s              | 58° 58′ 39″          | 13.1      |

## 5800–5899
| Nº NGC | Altre designazioni            | Tipo                     | Costellazione | Ascensione Retta (J2000) | Declinazione (J2000) | Mag. app. |
| ------ | ----------------------------- | ------------------------ | ------------- | ------------------------ | -------------------- | --------- |
| 5822   |                               | Ammasso aperto           | Lupo          | 15h 04m :                | -54° 24′ :           | 6.5       |
| 5823   |                               | Ammasso aperto           | Compasso      | 15h 05m 44.8s            | -55° 37′ 30″         | 8.6       |
| 5824   |                               | Ammasso globulare        | Lupo          | 15h 03m 58.5s            | -33° 04′ 04″         | 10.3      |
| 5825   |                               | Galassia ellittica       | Boote         | 14h 54m 31.5s            | +18° 38′ 31″         | 15.6      |
| 5838   |                               | Galassia lenticolare     | Vergine       | 15h 05m 26.3s            | +02° 05′ 57″         | 12.1      |
| 5846   |                               | Galassia ellittica       | Vergine       | 15h 06m 29.4s            | +01° 36′ 19″         | 11.9      |
| 5850   |                               | Galassia spirale         | Vergine       | 15h 07m 07.8s            | +01° 32′ 39″         | 13.6      |
| 5866   | Galassia Fuso; (Messier 102?) | Galassia lenticolare     | Dragone       | 15h 06m 29.5s            | +55° 45′ 47″         | 11.1      |
| 5877   |                               | Stella tripla            | Bilancia      | 15h 12m 53.1s            | -04° 55′ 38″         |           |
| 5879   |                               | Galassia                 | Dragone       | 15h 09m 46.8s            | +57° 00′ 01″         | 12.4      |
| 5882   |                               | Nebulosa planetaria      | Lupo          | 15h 16m 49.9s            | -45° 38′ 58″         | 11.9      |
| 5885   |                               | Galassia spirale barrata | Bilancia      | 15h 15m 04.1s            | -10° 05′ 10.0″       | 11.7      |
| 5886   |                               | Galassia ellittica       | Boote         | 15h 12m 45.4s            | 41° 12′ 02″          | 14.0      |
| 5888   |                               | Galassia spirale barrata | Boote         | 15h 13m 07.4s            | 41° 15′ 52″          | 13.4      |
| 5890   |                               | Galassia lenticolare     | Bilancia      | 15h 17m 51.1s            | 17° 35′ 19″          | 12.8      |

## 5900–5999
| Nº NGC | Altre designazioni | Tipo               | Costellazione | Ascensione Retta (J2000) | Declinazione (J2000) | Mag. app. |
| ------ | ------------------ | ------------------ | ------------- | ------------------------ | -------------------- | --------- |
| 5904   | Messier 5          | Ammasso globulare  | Serpente      | 15h 18m 33.8s            | +02° 04′ 58″         | 7.3       |
| 5921   |                    | Galassia spirale   | Serpente      | 15h 21m 56.4s            | +05° 04′ 11″         | 12.7      |
| 5962   |                    | Galassia spirale   | Serpente      | 15h 36m 31.8s            | +16° 36′ 28″         | 12.2      |
| 5964   |                    | Galassia spirale   | Serpente      | 15h 37m 36.4s            | +05° 58′ 25″         | 14.2      |
| 5982   |                    | Galassia ellittica | Dragone       | 15h 38m 39,8s            | 59° 21′ 21″          | 11,0      |
| 5986   |                    | Ammasso globulare  | Lupo          | 15h 46m 03.4s            | -37° 47′ 10″         | 9.1       |